# Savigny-sur-Clairis
Savigny-sur-Clairis is een gemeente in het Franse departement Yonne (regio Bourgogne-Franche-Comté) en telt 373 inwoners (2005). De plaats maakt deel uit van het arrondissement Sens.

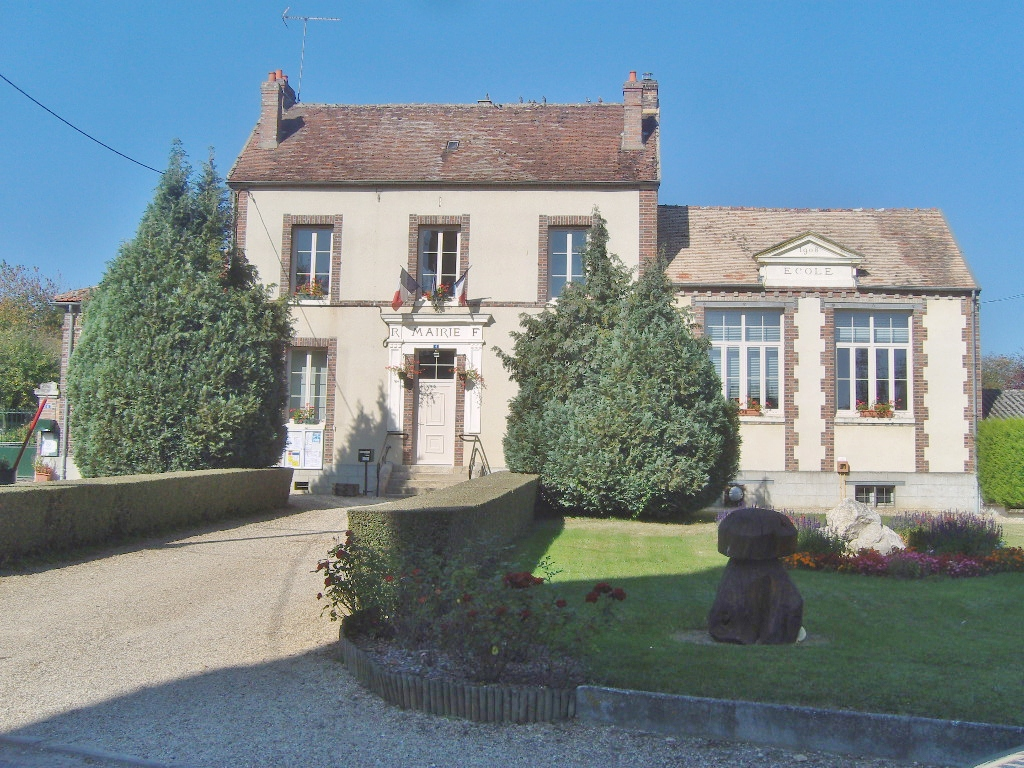
Gemeentehuis

## Geografie
De oppervlakte van Savigny-sur-Clairis bedraagt 16,9 km², de bevolkingsdichtheid is 22,1 inwoners per km².
De onderstaande kaart toont de ligging van Savigny-sur-Clairis met de belangrijkste infrastructuur en aangrenzende gemeenten.

## Demografie
Onderstaande figuur toont het verloop van het inwonertal (bron: INSEE-tellingen).